# Județ de Dâmbovița
Pour les articles homonymes, voir Dâmbovița.
Dâmbovița est un județ de Roumanie en Munténie.
Le chef-lieu est Târgoviște.

## Liste des municipalités, villes et communes

### Municipalité
(population en 2011)
- Târgoviște (73 964)
- Moreni (18 687)

### Villes
(population en 2011)
- Fieni (7 587)
- Găești (13 317)
- Pucioasa (14 254)
- Răcari (6 930)
- Titu (9 658)

### Communes
- Aninoasa
- Băleni
- Bărbulețu
- Bezdead
- Bilciurești
- Braniștea
- Brănești
- Brezoaele
- Buciumeni
- Bucșani
- Butimanu
- Cândești
- Ciocănești
- Cobia
- Cojasca
- Comișani
- Conțești
- Corbii Mari
- Cornățelu
- Cornești
- Costeștii din Vale
- Crângurile
- Crevedia
- Dărmănești
- Dobra
- Doicești
- Dragodana
- Dragomirești
- Finta
- Glodeni
- Gura Foii
- Gura Ocniței
- Gura Șuții
- Hulubești
- Iedera
- Ion Luca Caragiale
- Lucieni
- Ludești
- Lungulețu
- Malu cu Flori
- Mănești
- Mătăsaru
- Mogoșani
- Moroeni
- Morteni
- Moțăieni
- Niculești
- Nucet
- Ocnița
- Odobești
- Perșinari
- Petrești
- Pietrari
- Pietroșița
- Poiana
- Potlogi
- Produlești
- Pucheni
- Raciu
- Răscăeți
- Răzvad
- Râu Alb
- Runcu
- Sălcioara
- Slobozia Moară
- Șelaru
- Șotânga
- Tărtășești
- Tătărani
- Uliești
- Ulmi
- Valea Lungă
- Valea Mare
- Văcărești
- Văleni-Dâmbovița
- Vârfuri
- Vișina
- Vișinești
- Vlădeni
- Voinești
- Vulcana-Băi
- Vulcana-Pandele

## Histoire
Le județ de Dâmbovița figure dès le XVe siècle sur les anciennes cartes de la Valachie (une des deux Principautés danubiennes). Il est une subdivision administrative de la Valachie de 1330 à 1859, de la Principauté de Roumanie de 1859 à 1881, du Royaume de Roumanie de 1881 à 1948, puis, dans ses limites actuelles (très proches des précédentes) de la République socialiste de Roumanie de 1968 à 1989, puis de la Roumanie depuis 1990. Comme toute la Roumanie, le territoire du județ a subi les régimes dictatoriaux carliste, fasciste et communiste de février 1938 à décembre 1989, mais connaît à nouveau la démocratie depuis 1990. Initialement il était gouverné par un jude (à la fois préfet et juge suprême) nommé par les hospodars de Valachie, puis par un prefect choisi par le premier ministre et nommé par le roi jusqu'en 1947, puis par le secrétaire général județean (départemental) de la section locale du Parti communiste roumain, choisi par le Comité central, et enfin, depuis 1990, à nouveau par un prefect assisté d'un président du conseil județean (départemental) élu par les conseillers, eux-mêmes élus par les électeurs.

## Politique
| Parti | Parti                        | Sièges |
| ----- | ---------------------------- | ------ |
|       | Parti social-démocrate (PSD) | 17     |
|       | Parti national libéral (PNL) | 13     |
|       | Pro Romania (PRO)            | 4      |

## Démographie
| 1930    | 1948    | 1956    | 1966    | 1977    | 1992    | 2002    | 2011    |
| ------- | ------- | ------- | ------- | ------- | ------- | ------- | ------- |
| 354 471 | 409 272 | 438 985 | 453 241 | 527 620 | 562 041 | 541 763 | 518 745 |